# Gheorghe Nichifor
Gheorghe Nichifor (n. 21 august 1886, București – d. 3 aprilie 1946, București) a fost un matematician și pedagog român, profesor la Universitatea din Cluj și la Școala Politehnică din București.
A fost autorul unor manuale de geometrie descriptivă, precum și al unor lucrări de matematică elementară și de popularizare a științei, prin care a contribuit la ridicarea nivelului învățământului matematic din România.
A înființat, împreună cu Gheorghe Țițeica, Ion Ionescu, A. Ioachimescu și V. Cristescu, revista Gazeta matematică și, împreună cu G. G. Longinescu, revista de popularizare a științei Natura.
În 1921 Nichifor devine doctor în matematici cu teza Un sistem de proiecțiune și o clasă de suprafețe riglate, iar în 1924 devine docent cu lucrarea Un mod de reprezentare plană a spațiului. Nichifor a rămas în istoria matematicii ca un bun profesor și ca autorul celor mai bune manuale de geometrie descriptivă de la noi.
Gheorghe Nichifor este tatăl medicului și muzicianului Ermil Nichifor și bunicul compozitorului Șerban Nichifor.

## Decorații
- Semnul Onorific „Răsplata Muncii pentru 25 ani în Serviciul Statului” (13 octombrie 1941)[2]

## Opera principală
- Curs de geometrie descriptivă (1945)
- Opera sa însumând 28 de lucrări științifice